# 宁乡市人民政府
28°17′02″N 112°33′30″E / 28.283952°N 112.558338°E
宁乡市人民政府（简称宁乡市政府）是中华人民共和国湖南省长沙市宁乡市的行政管理机关。现任市长是黄滔，2021年5月上任。

## 沿革
1949年2月9日，姜亚勋、李石锹领导了黄材镇和横市镇的起义运动。同年8月4日，中国人民解放军第四野战军49军146师436团团长崔荣泰和政委王侨在李石锹的配合下攻下宁乡县城。8月25日，中共南下工作团158名干部进驻宁乡。27日，中国共产党宁乡县委员会、宁乡县人民政府宣告成立。
1949年，宁乡县隶属于益阳专区。1952年到1962年11月属于湘潭专区。1962年底到1983年6月属于益阳专区。1983年7月，宁乡县属于长沙市。
2017年4月，经中华人民共和国国务院批准，同意撤销宁乡县，设立县级宁乡市，以原宁乡县的行政区域为宁乡市的行政区域，宁乡市由湖南省直辖，长沙市代管。

## 历任领导

### 宁乡县
| 姓名   | 就任日期   | 卸任日期   | 备注           |
| ------ | ---------- | ---------- | -------------- |
| 张继源 | 1949年8月  | 1952年8月  |                |
| 周政   | 1952年8月  | 1953年5月  |                |
| 王寿增 | 1953年5月  | 1955年4月  |                |
| 刘鸿业 | 1955年4月  | 1956年12月 |                |
| 张润清 | 1956年12月 | 1958年5月  |                |
| 张润清 | 1958年5月  | 1960年12月 |                |
| 牛玉祥 | 1960年12月 | 1964年9月  |                |
| 牛玉祥 | 1964年9月  | 1966年4月  |                |
| 陶季斌 | 1966年4月  | 1966年     |                |
| 王绍鹏 | 1968年2月  | 1969年5月  | 革命委员会主任 |
| 郭占元 | 1969年5月  | 1970年10月 | 革命委员会主任 |
| 郭占元 | 1970年10月 | 1971年9月  | 革命委员会主任 |
| 张惠   | 1971年9月  | 1973年7月  | 革命委员会主任 |
| 杨世芳 | 1973年7月  | 1976年10月 | 革命委员会主任 |
| 吴彦凡 | 1977年12月 | 1978年12月 | 革命委员会主任 |
| 郑国才 | 1978年12月 | 1980年12月 | 革命委员会主任 |
| 宇庆华 | 1980年12月 | 1983年12月 |                |
| 唐植华 | 1983年12月 | 1984年9月  |                |
| 刘启欣 | 1984年9月  | 1985年9月  |                |
| 梁建强 | 1985年9月  | 1987年3月  |                |
| 梁建强 | 1987年3月  | 1988年10月 |                |
| 梁建强 | 1988年10月 | 1990年2月  |                |
| 梁建强 | 1990年2月  | 1992年11月 |                |
| 周里冰 | 1992年11月 | 1994年3月  |                |
| 陈立湘 | 1994年3月  | 1997年8月  |                |
| 周岳云 | 1997年8月  | 2000年1月  |                |
| 徐湘平 | 2000年1月  | 2000年12月 |                |
| 虢正贵 | 2000年12月 | 2002年12月 |                |
| 虢正贵 | 2002年12月 | 2004年3月  |                |
| 黎石秋 | 2004年3月  | 2006年6月  |                |
| 黎石秋 | 2006年6月  | 2007年11月 |                |
| 黎石秋 | 2007年11月 | 2008年4月  |                |
| 黎春秋 | 2008年4月  | 2012年10月 |                |
| 周辉   | 2012年10月 | 2017年12月 |                |

### 宁乡市
| 姓名   | 就任日期   | 卸任日期   | 备注        |
| ------ | ---------- | ---------- | ----------- |
| 周辉   | 2012年10月 | 2017年12月 |             |
| 付旭明 | 2017年12月 | 2021年5月  |             |
| 黄滔   | 2021年5月  | 现在       | [ 3 ] [ 4 ] |